# Kręćkowo
Kręćkowo – wieś w Polsce położona w województwie mazowieckim, w powiecie sierpeckim, w gminie Sierpc. Ma status sołectwa.
We wsi znajduje się pomnik ku czci mieszkańców wsi zamordowanych w czasie okupacji hitlerowskiej. Zginęło wówczas 36 mieszkańców Kręćkowa.

## Historia
Prywatna wieś szlachecka Krzętkowo położona była w drugiej połowie XVI wieku w powiecie sierpeckim województwa płockiego. 
W latach 1975–1998 miejscowość administracyjnie należała do województwa płockiego.